# يائير قيدار

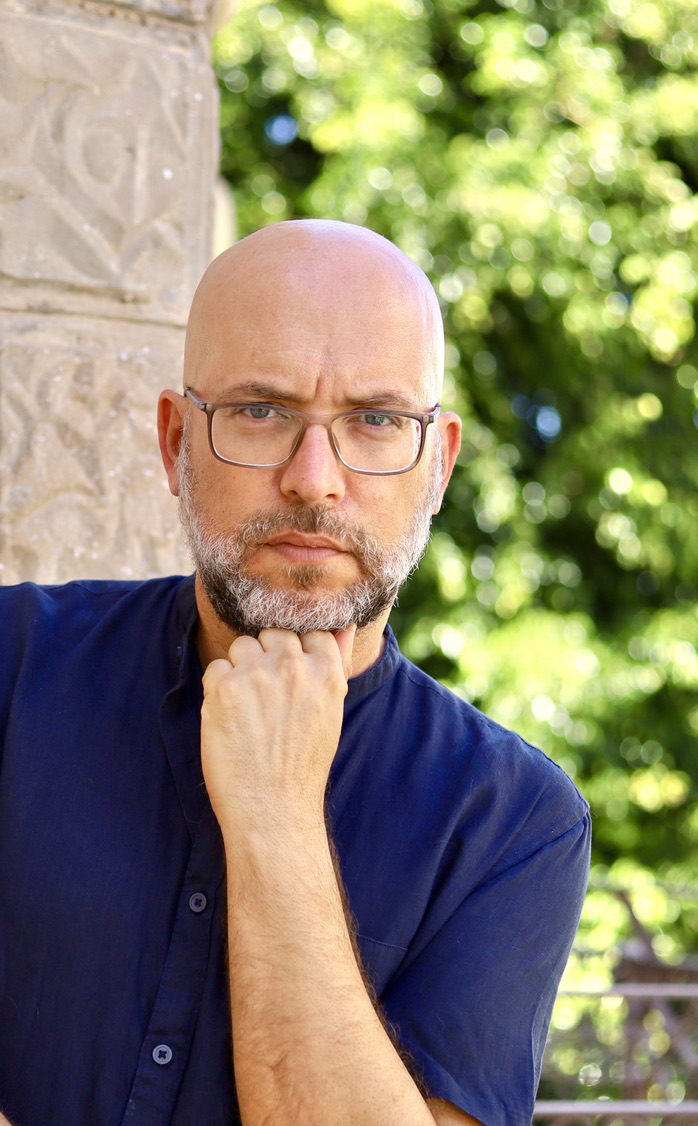
يائير قيدار

يائير قيدار (بالعبرية: יאיר קדר‏) ، من مواليد 13 يونيو 1969 في العفولة ، إسرائيل) هو صحفي ومخرج إسرائيلي وناشط في مجال الحقوق المدنية.  دفعه تدريبه الأكاديمي على الأدب العبري في القرن العشرين في جامعة تل أبيب إلى إنتاج «كتاب العبرانيين» وهو مشروع وثائقي عن القانون الأدبي العبري واليهودي ، تمحور حول الصور السينمائية للكتاب العبريين من القرن السابع عشر إلى يومنا هذا.  16 فيلمًا وثائقيًا طويلًا في المشروع حتى الآن. تم عرض الأفلام الوثائقية التي أنتجها قيدار - وأخرجها مع 10 مخرجين إسرائيليين آخرين - لأول مرة في مهرجانات سينمائية ، وبثت على التلفزيون الإسرائيلي ، وانتشرت على نطاق واسع في مئات دور السينما، والمراكز المجتمعية والثقافية في إسرائيل وحول العالم  (الولايات المتحدة وكندا وأوروبا وأستراليا وروسيا) حصد على 14 جائزة   في 2016 حصل على الجائزة الأولى لصناعة الأفلام في مجال الثقافة اليهودية من قبل وزارة التربية والتعليم في إسرائيل ،  في 2015 فازت أفلام العبرانيين بالجائزة لأفضل مشروع تلفزيوني في مسابقة الأفلام الوثائقية الإسرائيلية). يقدم المشروع ، سواء الرقمي أو المطبوع ، مجموعة أفلام وثائقية من فئة e14 ، وأرشيفات فيديو  والعديد من الكتب.  في عام 2019 ، أقام مهرجان دوكافيف معرضًا استعاديًا خاصًا لأفلام العبرانيين ، جنبًا إلى جنب مع معهد فان لير في القدس والمتحف اليهودي في برلين ومؤسسات أخرى.  
من عام 2015 إلى 2017 شارك بإخراج وإنتاج، مع الممثل ايلان بيليد ، سلسلة مصغرة لوثائقي هزلي بعنوان اختفت ، عن اختفاء الفنانات في الثقافة الإسرائيلية. حصل فيلم ليليان في هذا المشروع على الجائزة الأولى في مهرجان حيفا السينمائي لعام 2016.  قيدار هو أيضا البادئ من المشاريع في وسائل الإعلام المختلفة في إسرائيل ، في مجالات الحفاظ على الثقافة ، وتحديدا الأدب العبري واللغة، وفي مجال حقوق المثليين.

## النشاط
كان محررًا و مؤسسًا لـ Pink Time ، أول صحيفة إسرائيلية للمثليين والمثليات والمتحولين جنسيًا ،  وكتب في منشورات مختلفة ، مثل هآرتس ، ويديعوت أحرونوت ، وماسا آشر ، وحصل على العديد من الجوائز الصحفية ، بما في ذلك الفائز بجريدة بناي. جائزة مركز بريث العالمية للصحافة عام 2003 ، وجائزة يوروميد للتراث الصحفي في عامي 2005 و 2006.   
في عام 2003 ، قام بتحرير أول عرض مسرحي للمثليين في إسرائيل في عام 1994 ، وحرر ما وراء الجنسانية ، مختارات من دراسات المثليين والمثليات.  أسس منظمة عائلات قوس قزح في إسرائيل ، والتي تهدف إلى تعزيز حقوق وفهم أهمية مكانة عائلات المثليين في البلاد. 

## فيلموغرافي
1. النافذة الرابعة. عاموس أوز. بعد وفاته عام 2018 ، يكشف الفيلم عن المأساة المزدوجة للكاتب الإسرائيلي عاموس عوز ، في صورة حساسة للظلام والسلام والصدمة والنجومية. من إخراج وإنتاج يائير قيدار ، بدعم من Kan و Arte ZDF و SVT ، والاختيار الرسمي لمهرجان Thessaloniki السينمائي 2021 ، [18] مهرجان Docaviv السينمائي 2021 ، [19] الفائز بجائزة Weil Bloch لعام 2021 [20]
2. كان فيلم Bebe ، وهو فيلم وثائقي وهمي من إخراج يائير قيدار وإيلان بيليد ، الاختيار الرسمي لمهرجان GLBTQ السينمائي في تل أبيب لعام 2017.
3. يونا ، راقصة ، فيلم وثائقي وهمي من إخراج يائير قيدار وإيلان بيليد ، كان الاختيار الرسمي لمهرجان القدس السينمائي اليهودي 2016.[بحاجة لمصدر]
4. إيلين ، شاعر ، فيلم وثائقي ساخر ليئير قيدار وإيلان بيليد ، كان الاختيار الرسمي لمهرجان حيفا السينمائي 2016 وفاز بالجائزة الأولى في مسابقة الأفلام الوثائقية [21] ورشح لجائزة الأوسكار الإسرائيلية - the ofir - في عام 2017 .
5. زيلدا - امرأة بسيطة ، عن حياة وأعمال الشاعرة زيلدا ، كان الاختيار الرسمي لمهرجان القدس السينمائي وفازت بجائزة التجربة اليهودية في عام 2015. [22] تم دعم الفيلم من قبل خدمة الأفلام الإسرائيلية ومؤسسة آفي تشاي والقناة الأولى ومؤسسة ماكور.[بحاجة لمصدر]
6. The Awakener ، قصة Y.CH Brener ، عن حياة الكاتب برينر وعمله وقتله ، كان الاختيار الرسمي في مهرجان Doc aviv السينمائي لعام 2015. تم دعم الفيلم من قبل خدمة الأفلام الإسرائيلية ومؤسسة آفي تشاي والقناة الأولى ومؤسسة ماكور. [23]
7. بياليك- ملك اليهود ، حول حياة وفن الشاعر الوطني العبري بياليك ، كان الاختيار الرسمي لمهرجان دوكافيف السينمائي وتم عرضه لأول مرة في ربيع 2014 في دور السينما والقناة الثامنة الإسرائيلية. رشح لأفضل فيلم وثائقي في مسابقة الأفلام الوثائقية الإسرائيلية لعام 2014.[بحاجة لمصدر]
8. The Seven Tapes ، [24] إسرائيل 2012 ، عن حياة الشاعرة يونا والا ، كان الاختيار الرسمي في مهرجان القدس السينمائي في عام 2012 ، والفائز بجائزة أفضل فيلم لعام 2012 وأفضل موسيقى تصويرية لعام 2012 في مسابقة الأفلام الوثائقية الإسرائيلية لـ 2012. تم دعم الفيلم من قبل خدمة السينما الإسرائيلية والقناة 8 ومؤسسة رابينوفيتش للفنون.[بحاجة لمصدر]
9. منازل ليا غولدبرغ الخمسة ، [25] إسرائيل 2011 ، حول حياة الشاعرة ليا غولدبرغ ، كانت الاختيار الرسمي لمهرجان دوكافيف السينمائي 2011 ودوك أفيف الجليل 2011 ، وفازت بثلاث جوائز في مسابقة الأفلام الوثائقية الإسرائيلية لعام 2011. الفيلم مدعوم من قبل خدمة السينما الإسرائيلية والمؤسسة الجديدة للسينما والتلفزيون والسلطة الثانية للتلفزيون والراديو .[بحاجة لمصدر]
10. أيام المثليين، [26] حول مجتمع مثليو الجنس ومتحولون في إسرائيل ، استنادًا إلى قصته الشخصية مع قصص رجال ونساء مثليين بارزين في إسرائيل ( غال أوتشوفسكي ، إيتان فوكس ، دانا إنترناشونال ، أوفر نسيم ، ميشال إيدن وآخرون) ، تم عرضه لأول مرة في مايو 2009 في تل أبيب في مهرجان دوكافيف الدولي للأفلام الوثائقية ، [27] [28] وعُرض أيضًا في الافتتاح الرسمي لأحداث تل أبيب للمثليين برايد لعام 2009 ، وكان الاختيار الرسمي لمهرجان تل أبيب الدولي للأفلام الوثائقية. ، 2009 ، والاختيار الرسمي لقسم البانوراما في مهرجان برلين السينمائي الدولي ، 2010. [29]

## روابط خارجية
- مقابلة في جيروزاليم بوست مع قيدار حول افلام يهوشوع وعوز
- مقابلة في «هآرتس» مع قيدار أبو النافذة الرابعة
- حول مشروع العبرانيين في الأخبار اليهودية في كاليفورنيا
- الروس لديهم بوشكين ، واليهود يراجعون بياليك عن بياليك ملك اليهود بقلم مايكل وينغراد في مجلة موزايك .
- مقال مايكل وينغراد عن السبعة أشرطة - يونا والله باعتبارها آخر عبري
- مقال في هآرتس عن منازل ليا غولدبرغ الخمسة
- موقع بياليك ملك اليهود
- موقع العبرانيين
- موقع Seven Tapes
- 5 منازل موقع ليا غولدبرغ
- Qedar على IMBD
- يائير قيدار في مركز السينما الإسرائيلي